# K-1
K-1 a fost cea mai importantă organizație din istoria kickboxului. A declarat faliment in 2012.